# Tour Ève
A Tour Ève felhőkarcoló a párizsi La Défense negyedben, Puteaux-ban.
Az 1974-ben épült, 109 m magas torony. a felhőkarcolók második generációja La Défense-ben. Ez az üzleti negyed 4. legmagasabb lakóépülete a Tour Les Poissons, a Tour Défense 2000 és a Tour France után.